# K-1 World MAX 2006 World Championship Final
K-1 World MAX 2006 World Championship Final was een lichtgewicht K-1-evenement waaraan in totaal achttien vechters deelnamen. Het evenement vond op vrijdag 30 juni 2006 plaats in de Yokohama Arena te Yokohama, Japan. De acht finalisten waren afkomstig uit vijf landen. Er waren 16.918 toeschouwers waarmee de arena was uitverkocht.

## Overzicht wedstrijden

### Openingswedstrijden
| Keiichi Nishiwaki  | vs | Mitsugu Noda    |
| Yodsanklai Fairtex | vs | Kamal El Amrani |

### Superfights
| Tatsuji     | vs | Yasuhito Shirasu  |
| Kozo Takeda | vs | Fernando Calleros |

### Reservewedstrijd
| Rayen Simson | vs | Artoer Kjisjenko |

### Kwartfinale
| Masato             | vs | Takayuki Kohiruimaki |
| Andy Souwer        | vs | Virgil Kalakoda      |
| Albert Kraus       | vs | Drago                |
| Buakaw Por. Pramuk | vs | Yoshihiro Sato       |

### Halve finale
| Masato | vs | Andy Souwer        |
| Drago  | vs | Buakaw Por. Pramuk |

### Finale
| Andy Souwer | vs | Buakaw Por. Pramuk |